# Avenue des Martinets (Bruxelles)
Pour les articles homonymes, voir Rue des Martinets.
L'avenue des Martinets (en néerlandais : Steenzwaluwenlaan) est une rue bruxelloise de la commune d'Auderghem qui va du clos des Mésanges à l'avenue du Kouter sur une longueur de 330 mètres.

## Historique et description
En 1936, les frères et entrepreneurs Tedesco obtinrent l’autorisation de tracer deux nouvelles rues dans le quartier du Kouter :
- l'avenue des Bécassines ;
- l'avenue des Martinets,

à condition d’aménager également la partie de l’avenue du Kouter située entre l’avenue Isidore Geyskens et le prolongement de l’avenue des Citrinelles.
Il fut satisfait à cette condition en 1937 et le 7 mai 1937, le collège put baptiser la rue du nom d'oiseau, vu qu'elle s'intégrait dans le quartier du Chant d'Oiseau.
- Premier permis de bâtir délivré le 1er avril 1938 pour le no 22.

Le no 14 abrita Victor Moreau, une victime de la Deuxième Guerre mondiale, dont une rue d’Auderghem porte le nom.